# Minor Threat
Minor Threat was een Amerikaanse hardcorepunkband die van 1980 tot en met 1983 actief was. De band werd opgericht te Washington D.C. en wordt beschouwd als toonaangevend in de Amerikaanse punk- en hardcore scenes.
Het bekendste lid van de band is zanger Ian MacKaye, een sleutelfiguur binnen de straight edge-beweging - een term die afkomstig is van het nummer "Straight Edge" van Minor Threat. Karakteristiek voor de muziek van Minor Threat was het snelle geluid, dat ook bij bands als 7 Seconds te horen was. De band ging in 1983 uit elkaar. Zanger Ian MacKaye vormde nadien Fugazi.

## Bezetting
- Ian MacKaye - zang (1980-1983)
- Lyle Preslar - gitaar (1980-1983)
- Brian Baker - basgitaar (1980-1982, 1983); gitaar (1982-1983)
- Steve Hansgen - basgitaar (1982-1983)
- Jeff Nelson - drums (1980-1983)

## Discografie

### Albums
- Out of Step (1983)

### Ep's
- Minor Threat (1981)
- In My Eyes (1981)
- Salad Days (1985)

### Verzamelalbums
- Minor Threat (1984)
- Complete Discography (1989)
- First Demo Tape (2003)

### Nummers op compilatiealbums
- Flex Your Head (1982) - "Stand Up" en "12XU"
- 20 Years of Dischord (2002) - "Screaming at a Wall", "Straight Edge", "Understand" en "Asshole Dub"